# Mineola (Texas)
Mineola è un comune (city) degli Stati Uniti d'America della contea di Wood nello Stato del Texas. La popolazione era di 4 515 abitanti al censimento del 2010.

## Geografia fisica
Mineola è situata a 32°39′10.4″N 95°28′49.1″W (32.652881, -95.480296).
Secondo lo United States Census Bureau, la città ha una superficie totale di 17,26 km², dei quali 17,03 km² di territorio e 0,24 km² di acque interne (1,38% del totale).

## Società

### Evoluzione demografica
Secondo il censimento del 2010, la popolazione era di 4 515 abitanti.

### Etnie e minoranze straniere
Secondo il censimento del 2010, la composizione etnica della città era formata dal 78,16% di bianchi, il 10,74% di afroamericani, lo 0,89% di nativi americani, lo 0,69% di asiatici, lo 0% di oceanici, il 7,88% di altre razze, e l'1,64% di due o più etnie. Ispanici o latinos di qualunque razza erano il 17,48% della popolazione.